# Liste der Biografien/Loq
Liste der Biografien |
Portal Biografien |
Personensuche
# |
A |
B |
C |
D |
E |
F |
G |
H |
I |
J |
K |
L |
M |
N |
O |
P |
Q |
R |
S |
T |
U |
V |
W |
X |
Y |
Z |
?
 
La |
Lb |
Lc |
Le |
Lg |
Lh |
Li |
Lj |
Ll |
Lm |
Lo |
Lp |
Lt |
Lu |
Lv |
Lw |
Lx |
Ly |
Lz
 
Loa |
Lob |
Loc |
Lod |
Loe |
Lof |
Log |
Loh |
Loi |
Loj |
Lok |
Lol |
Lom |
Lon |
Loo |
Lop |
Loq |
Lor |
Los |
Lot |
Lou |
Lov |
Low |
Loy |
Loz
Die Liste der Biografien führt alle Personen auf, die in der deutschsprachigen Wikipedia einen Artikel haben. Dieses ist eine Teilliste mit 7 Einträgen von Personen, deren Namen mit den Buchstaben „Loq“ beginnt.

## Loq

### Loqu
- Loquai, Franz (1951–2023), deutscher Literaturwissenschaftler
- Loquai, Heinz (1938–2016), deutscher Brigadegeneral der Luftwaffe
- Loquasto, Santo (* 1944), US-amerikanischer Bühnenbildner und Kostümdesigner
- Loqueheux, Albéric (1903–1985), französischer Autorennfahrer
- Loqueyssie, Emilie Lachaud de (1793–1863), deutsche Künstlerin
- Loquillo (* 1960), spanischer Rocksänger
- Loquingen, Peter (1898–1965), deutscher Politiker (KPD/Gruppe „Kommunistische Politik“), MdL